# Extremitatea superioară a humerusului
Extremitatea superioară sau proximală a humerusului prezintă:
- capul humerusului, un cap aproape emisferic, îndreptat superior, medial și posterior, articulat cu cavitatea glenoidă a scapulei la nivelul articulației scapulo-humerale (articulația umărului);
- colul anatomic al humerusului, care este o porțiune îngustă la baza capului humeral;
- tuberculul mic, localizat pe fața anterioară a epifizei proximale, imediat distal de colul anatomic; reprezintă inserția mușchiului subscapular;
- creasta tuberculului mic, care continuă inferior tuberculul mic și reprezintă loc de inserție pentru mușchiul rotund mare;
- tuberculul mare, situat la partea postero-laterală a epifizei proximale; reprezintă punctul osos cel mai lateral din regiunea umărului, iar pe fața lui posterioară se inseră mușchii supraspinos, infraspinos și rotund mic;
- creasta tuberculului mare, care prelungește inferior tuberculul mare pe fața anterioară a epifizei proximale; aici se inseră mușchiul pectoral mare;
- șanțul intertubercular sau bicipital, situat între cei doi tuberculi, continuat inferior între crestele acestora; prin acest șanț trece tendonul capului lung al mușchiului biceps brahial, iar în partea lui inferioară se inseră tendonul mușchiului dorsal mare;
- colul chirurgical al humerusului, care este o porțiune îngustă a osului localizată inferior de cei doi tuberculi; aici se produc frecvent fracturi humerale.